# Tomaso Morelli di Popolo
Tomaso Morelli di Popolo (Casale Monferrato, 19 dicembre 1814 – Voghera, 21 maggio 1859) è stato un militare italiano, che venne mortalmente ferito durante la battaglia di Montebello il 20 maggio 1859.

## Biografia
Entrato nell'Accademia militare di Torino, nel 1833 ne uscì sottotenente nel reggimento Aosta cavalleria; nel 1839 era luogotenente in secondo in Piemonte Reale e nel 1843 luogotenente in primo e aiutante maggiore in primo in Genova cavalleria, ove nel 1848 ottenne il grado di capitano.
Fece la campagna di quell'anno distinguendosi il 22 luglio a Sommacampagna, sì che fu fregiato di medaglia d'argento al valor militare. Fu poi capitano nelle Guide, comandandone uno squadrone nella campagna del 1849, nella quale si meritò la menzione onorevole a Novara. In seguito, comandato presso la Scuola militare di cavalleria, passò da questa nei cavalleggeri Monferrato. Quattro anni dopo, nel 1853, fu promosso maggiore nei cavalleggeri Saluzzo e nel 1855 come maggiore del reggimento provvisorio di cavalleria prese parte alla guerra di Crimea. Nel 1859, quale luogotenente colonnello comandante il reggimento dei cavalleggeri Monferrato, fu ferito mortalmente alla battaglia di Montebello, e si spense il giorno successivo a Voghera, ove fu trasportato.

## Onorificenze
La sua città natale gli eresse nel 1860 con sottoscrizione popolare un monumento nel camposanto, su spazio concesso alla famiglia, ove fu sepolto. Esso porta le seguenti epigrafi:
TENENTE COLONNELLO

COMANDANTE I CAVALLEGGERI DI MONFERRATO

COMBATTÈ L'ULTIMA SUA BATTAGLIA

PER LA LIBERTÀ ITALIANA

A MONTEBELLO

IL XX MAGGIO MDCCCLIX

PRIMO FRA I SUOI

IRRUPPE NELL'OSTE NEMICA

E COLPITO

DA PALLA E DA BAIONETTA AUSTRIACHE

SPIRÒ IL GIORNO DOPO IN VOGHERA

IL MUNICIPIO DI CASALE ONORAVA

LA MEMORIA DEL VALOROSO CONCITTADINO

RACCOGLIENDO LA SUA SPOGLIA

ED ASSEGNANDOLE QUESTO AVELLO

CHE RICORDA LA SUA VIRTÙ ED INSEGNA

CHE CHI MUORE PER LA PATRIA

VIVE NELLA POSTERITÀ

PUGNÒ COLL'AUDACIA DEI FORTI

MORÌ COLLA SERENITÀ DEI GIUSTI

La stessa città gli eresse nell'atrio del duomo un bassorilievo in bronzo, opera dello scultore Carlo Marochetti: nella parte inferiore si legge la seguente iscrizione:
MORTO A MONTEBELLO

PER IL RE E PER L'ITALIA

---

FELICE

CHE SENTÌ PIÙ DELLE PROPRIE FERITE

IL GRIDO DELLA VITTORIA

---

PER PUBBLICO DECRETO

LA CITTÀ DI CASALE

A lui sono intitolate una via a Casale, una a Montebello e la caserma di cavalleria a Torino.

## Vita privata
Ottavo ed ultimo figlio di Luigi Ubertino Morelli di Popolo e Carlotta Becchio, oltre che grande soldato era un disegnatore eccezionale. Disegnava infatti sui campi di battaglia gli episodi e i fatti d'arme salienti dello squadrone o reggimento cui apparteneva, e inviava a casa i suoi disegni con l'intenzione di fissare poi le colorazioni.